# Reederei Peter Deilmann
Die Reederei Peter Deilmann GmbH (bis 2010 Peter Deilmann Reederei GmbH & Co. KG) war eine deutsche Reederei mit Sitz in Neustadt in Holstein und ein Tochterunternehmen der Holding Aurelius. Sie bereederte zuletzt über eine Tochtergesellschaft die aus der ZDF-Fernsehserie Das Traumschiff bekannte Deutschland.
Nach der Insolvenz der Peter Deilmann Reederei GmbH & Co. KG im Jahr 2009, die mit bis zu zehn Hochsee- und Flusskreuzfahrtschiffen zuletzt einen Umsatz von rund 50 Millionen Euro erwirtschaftete und rund 50.000 Passagiere beförderte, wurde nach der Neugründung der Reederei Peter Deilmann GmbH zum 1. Januar 2010 die Reedereitätigkeit wieder aufgenommen. Im Oktober 2010 wurde die neue Reederei mehrheitlich von der deutschen Industrieholding Aurelius AG übernommen, die ihre Beteiligung bis auf einen Minderheitsanteil Anfang 2013 an die Callista Private Equity verkaufte.
Am 20. Januar 2015 sagte der Insolvenzverwalter alle geplanten Fahrten der Deutschland ab. Das Schiff wurde im Mai 2015 in die USA verkauft.
Die Ens AG aus Zürich als Anbieter von Flusskreuzfahrten erwarb 2023 die Markenrechte und will ab Mai 2025 wieder Flussreisen unter dem Namen Deilmann durchführen.  

## Geschichte

### 1972 bis 2003
Peter Deilmann begann 1968 Frachtschiffe zu betreiben. Erst vier Jahre später, 1972, gründete er die unter der Marke Peter Deilmann bekannt gewordene Reederei und war in dieser bis zu seinem Tode im November 2003 tätig.
Ursprünglich waren bis zu zehn Frachtschiffe für die Reederei auf allen Weltmeeren unterwegs. Mit sogenannten Butterfahrten begann Deilmann den Einstieg in die Passagierschifffahrt. Nachdem man sich von den Frachtschiffen getrennt hatte und vier Passagierschiffe, die Nordlicht, die Nordwelle, die Nordbrise und die Nordschau, gekauft hatte, richtete das Unternehmen einen Fährdienst von Neustadt nach Bornholm ein, der mit der Nordlicht bedient wurde. Die Nordwelle und die Nordschau führten ebenfalls ab Neustadt in Holstein Tagesfahrten durch und beförderten in den 1970er Jahren jährlich mehr als 250.000 Passagiere.
Die ersten Kreuzfahrten wurden in den Gründerjahren der Reederei mit der Nordbrise von Neustadt aus unternommen. Zu dieser Zeit lagen Ziele wie die DDR, Polen und Grönland auf dem Kurs des Schiffes.
Im Jahr 1979 baute Deilmann seine Tätigkeit in der Passagierschifffahrt weiter aus und gab den Bau eines ersten eigenen Kreuzfahrtschiffes, der Berlin, bei HDW in Kiel in Auftrag. Im selben Jahr kaufte Deilmann die Regina Maris, ein Kreuzfahrtschiff für 276 Passagiere und bot damit weltweite Kreuzfahrten an. Das Schiff war damals in Singapur registriert.

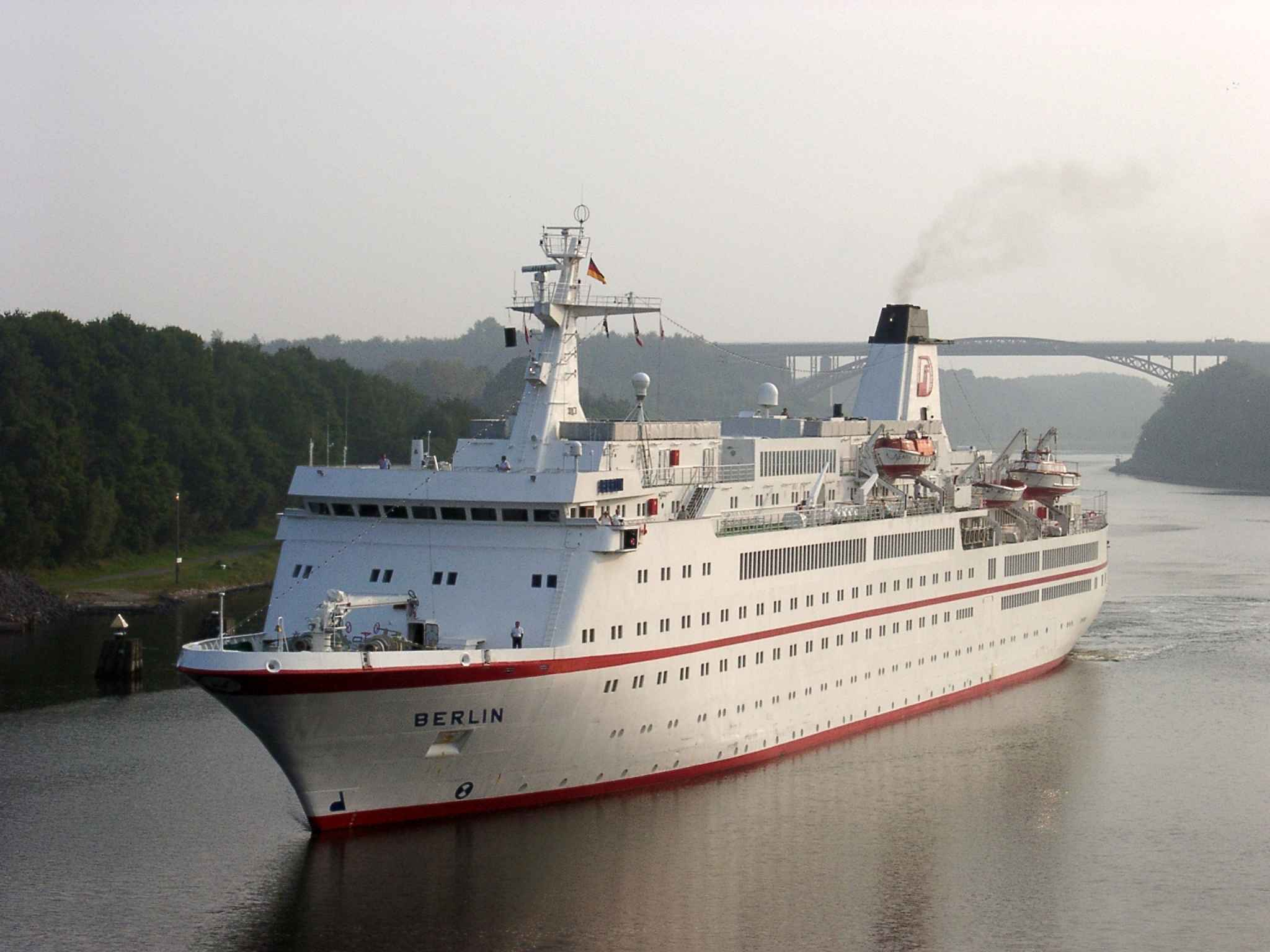
Die Berlin

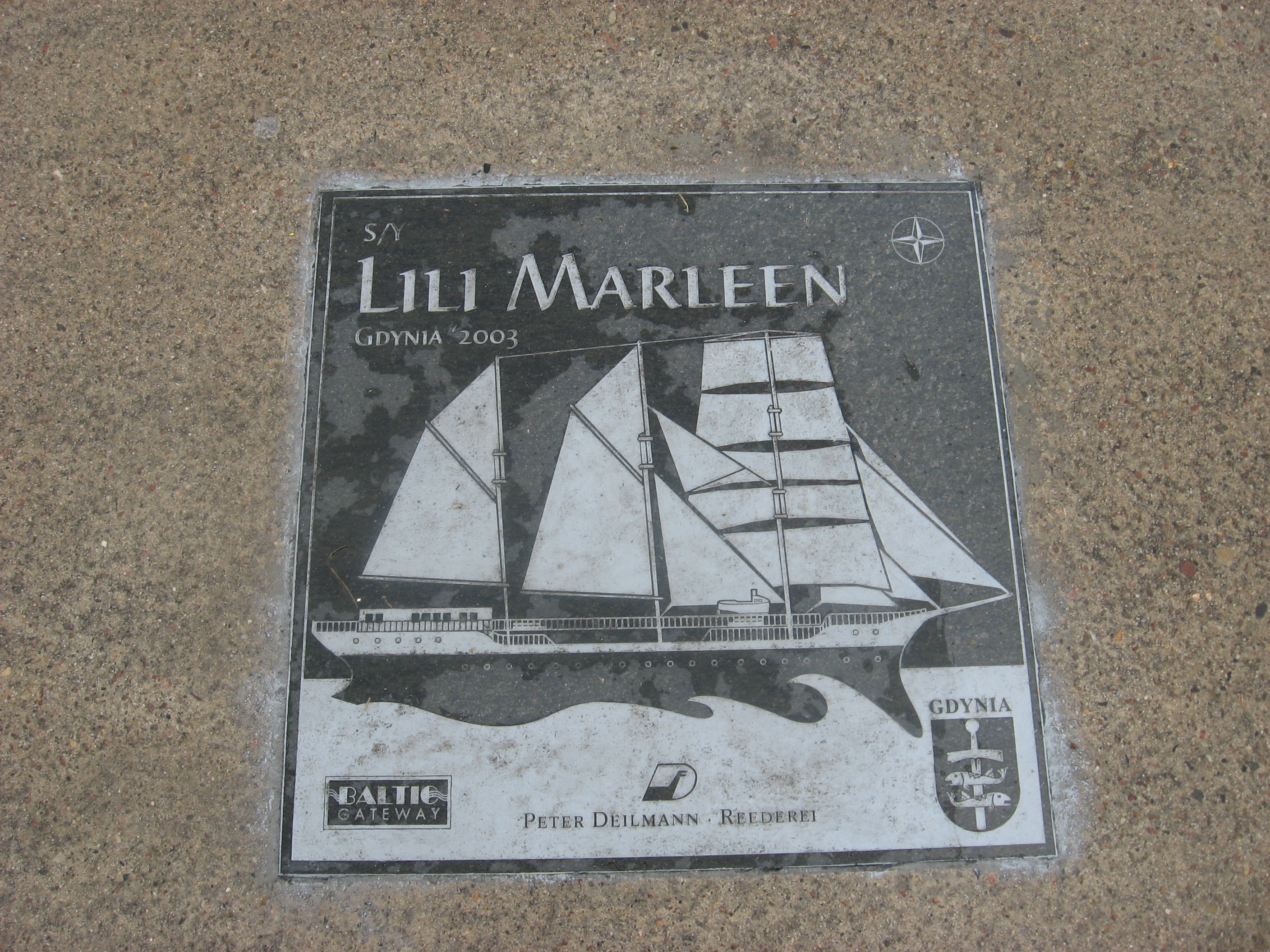
Segelriss der Lili Marleen

Nach der Fertigstellung der Berlin im Jahr 1980 bot Deilmann Luxuskreuzfahrten unter dem Motto „Deutsche Kreuzfahrtentradition“ an, bis heute ein eingetragenes Warenzeichen und Leitspruch der Reederei. Das Konzept ging auf und Deilmanns Schiffe fuhren mit guter Auslastung.
Im Jahr 1983 verkaufte das Unternehmen die Regina Maris wieder, und das erste Flusskreuzfahrtschiff der Reederei, die Donauprinzessin wurde gekauft, um damit Flusskreuzfahrten auf der Donau ab und bis Passau anzubieten.
1986 wurde die Berlin um 20 Meter verlängert und die Passagierkapazität stieg damit auf 420 Passagiere. Im selben Jahr wurde das Schiff der Drehort für die populäre ZDF-Fernsehserie „Das Traumschiff“.
Im Jahr 1991 wurde die Prinzessin von Preussen als zweites Flusskreuzfahrtschiff der Reederei auf der Elbe stationiert, wo sie bis zum Jahr 2002 zahlreiche Kreuzfahrten unternahm. Aufgrund des Erfolges entschloss sich die Reederei 1992 zum Bau des Schwesterschiffes Princesse de Provence, um mit ihr Kreuzfahrten auf den Flüssen Rhone und Saône anzubieten. 1993 wurde das Angebot mit der Dresden auf der Elbe und der Mozart auf der Donau erweitert. Im selben Jahr wechselte zudem die Prinzessin von Preußen ihr Fahrtgebiet auf den Rhein.
Mit dem Bau des Großseglers Lili Marleen im Jahr 1994 betrat Deilmann Neuland für sein Unternehmen. Auf den weltweiten Kreuzfahrten sollte für die 50 Passagiere das Segelerlebnis in legerer Atmosphäre ohne Abendgarderobe und ohne starre Fahrtroute im Vordergrund stehen.
Mit der Eröffnung eines eigenen Verkaufsbüros in den USA eroberte die Reederei ab 1995 neue Märkte. 1996 folgte die Übernahme der Firma River and Ocean Cruises Ltd. aus England, um die Reisen in Großbritannien zu vertreiben. Seitdem erscheinen alle Prospekte und Kataloge des Unternehmens auch in englischer Sprache. Darüber hinaus gab die Reederei den Neubau eines weiteren Hochseeschiffes in Auftrag. Am 6. Dezember 1996 war Baubeginn bei HDW in Kiel für die Deutschland, die am 4. Mai 1998 in Kiel von Altbundespräsident Richard von Weizsäcker getauft wurde und kurz danach ihre erste Weltreise antrat.

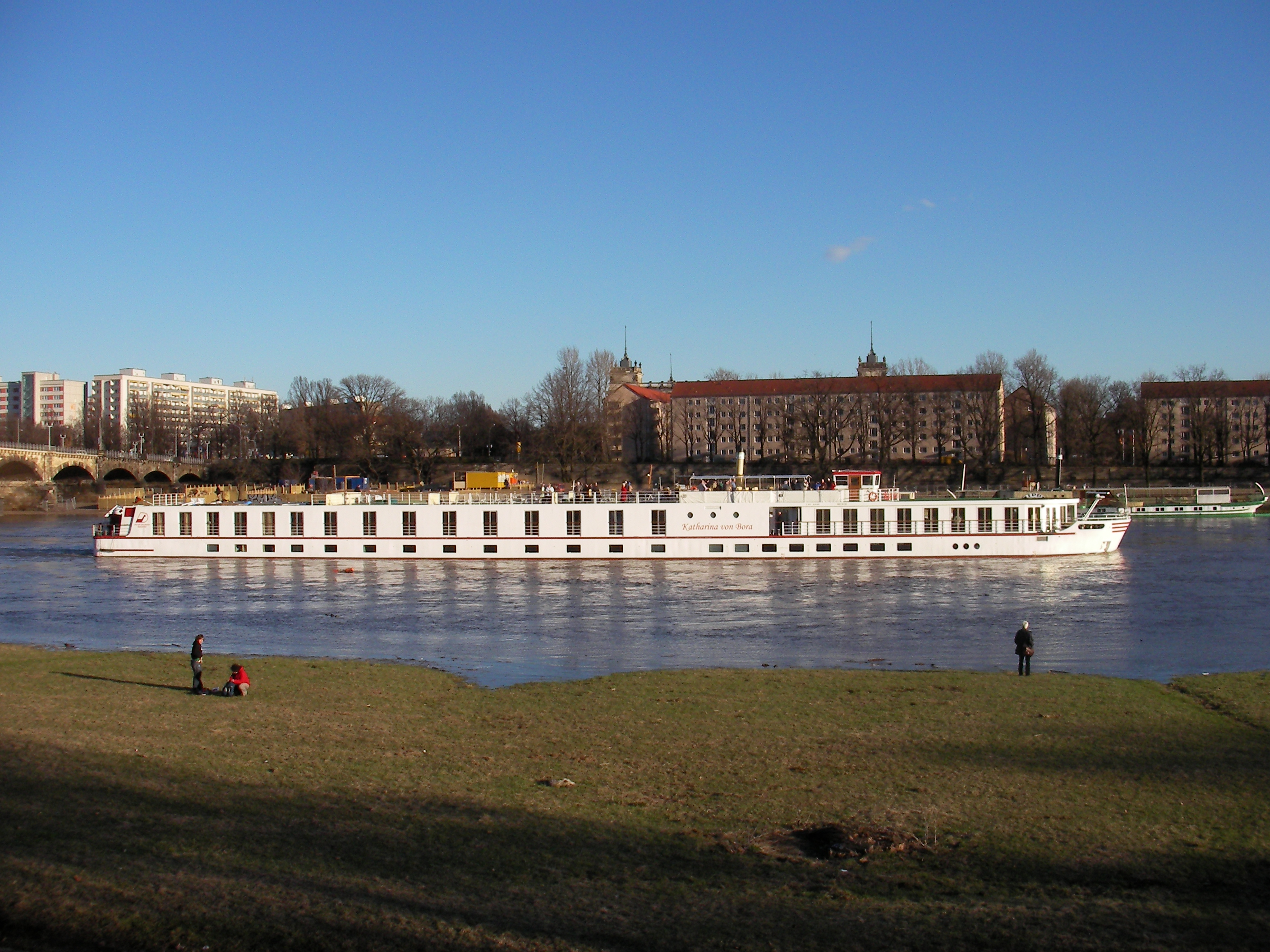
Die Katharina von Bora

Im Jahr 1997 gehörte die Deilmann-Reederei mit jährlich mehr als 30.000 Kreuzfahrtpassagieren zu den Marktführern. Diese Stellung wollte man mit dem Kauf der Königstein weiter ausbauen, welche nach umfangreichen Renovierungen ab dem Frühjahr 1998 auf den Flüssen Elbe, Oder, Havel und Moldau eingesetzt wurde.
1999 wurde die Berlin durch die Deutschland als Fernsehtraumschiff abgelöst, die damit das wohl bekannteste deutsche Kreuzfahrtschiff wurde. Mit dem Bau der Schiffe Katharina von Bora und Cézanne baute die Reederei ihre Flotte weiter aus.
Einen schweren Schlag erlitt das Unternehmen am 25. Juli 2000, als der Concordeflug AF4590 auf dem Weg nach New York kurz nach dem Start in Paris abstürzte. Dieser Flug war ein Charterflug der Peter-Deilmann-Reederei; 99 der 100 Todesopfer waren auf dem Weg zu einer Karibikkreuzfahrt der Deutschland. Im Jahr 2000 war die Deutschland als deutsche Botschafterin für die Olympischen Sommerspiele 2000 in Sydney unterwegs und lag während der Spiele im September als „Deutsches Schiff“ im Hafen. Neben einigen an Bord verbliebenen Passagieren fungierte die Deutschland vor allem für Sportler und Trainer der deutschen Mannschaft als schwimmendes Hotel.
Im Jahr 2001 baute das Unternehmen die Casanova, ein weiteres Flusskreuzfahrtschiff, um damit Kreuzfahrten bis zur venezianischen Lagune anzubieten. Damit hatte Deilmann einen Großteil der westeuropäischen Flüsse in seinem Fahrplan. Weitere Neubauten auf den europäischen Flüssen waren die Frédéric Chopin im Jahr 2002 und die Heidelberg 2004.
Nach dem Tode des Gründers Peter Deilmann im November 2003 übernahmen seine beiden Töchter Gisa und Hedda Deilmann gemeinsam die Geschäftsführung der Reederei.

### 2003 bis Mitte 2009
Im Jahr 2004 verkaufte das Unternehmen den Großsegler Lili Marleen, wie es Peter Deilmann noch geplant hatte. Die Berlin, das zweite Hochseeschiff, fuhr nach 25 Jahren auf See im selben Jahr eine Abschiedsrunde und sollte 2005 durch einen Neubau ersetzt werden. Das neue Schwesterschiff der Deutschland sollte ebenfalls im Stil der 1920er Jahre gebaut und für 700 Passagiere auf dem englischen und amerikanischen Markt eingesetzt werden. Dazu kam es nicht mehr, die Pläne lagen seitdem in der Schublade und wurden immer wieder verschoben.
Im Jahr 2006 wurde die Deutschland zur weltweiten Botschafterin der im Juni abgehaltenen Fußballweltmeisterschaft ernannt. Aus diesem Anlass wurde eine Lichtinstallation Blue Goal auf Deck 10 installiert. Das Jubiläumsjahr der Deutschland wurde 2008 mit Galareisen des Schiffes begangen.
Im Oktober 2008 stellten 44 Wasserskiläufer des „Ersten Deutschen Wasserski Show Teams“ hinter der Heidelberg mit einer Strecke von 3,9 km moselaufwärts einen Weltrekord auf.
Anfang März 2009 stellte die Reederei wegen schlechter Auftragslage zwei ihrer Flusskreuzfahrtschiffe, die Dresden und die Königstein, für die Saison 2009 außer Dienst, nachdem die Passagierzahlen der Flusskreuzfahrtsparte innerhalb eines Jahres um 45 Prozent gesunken waren. Ursache waren nach Reedereiangaben ein Fernbleiben britischer und US-amerikanischer Reisender infolge des verschlechterten Wechselkurses von Pfund und Dollar gegenüber dem Euro. Bereits zuvor, im Jahr 2008, hatte die Reederei die Flusskreuzfahrtschiffe Princesse de Provence und Königstein verkauft und zurückgechartert.
Kurz vor dem Insolvenzantrag verlegte die Peter Deilmann Reederei GmbH & Co. KG im Juni 2009 ihren Sitz nach Cuxhaven.

### Insolvenz und Neufirmierung (2009)
Im Juni 2009 stellten neben der Reederei auch diverse Gesellschaften der Sparte Flusskreuzfahrten Insolvenzanträge beim Insolvenzgericht Cuxhaven. Die Saison sollte noch bis zum Ende bedient werden. Deilmann beschäftigte in dieser Sparte 250 Mitarbeiter. Das Unternehmen begründete den Insolvenzantrag damit, dass Darlehen kurzfristig fällig gestellt und Anträge „auf Liquiditätshilfen von Seiten der Banken und der Politik negativ beschieden“ worden seien.
Durch Beschluss vom 25. Juni 2009 des Insolvenzgerichtes Cuxhaven (Az.: 12 IN 123/09) wurde über das Vermögen der Peter Deilmann Reederei GmbH & Co KG die vorläufige Verwaltung angeordnet. Zum vorläufigen Insolvenzverwalter wurde Rechtsanwalt Edgar Grönda aus Bremen bestellt. Durch einen weiteren Beschluss mit 1. September 2009 unter derselben Rechtsakte eröffnete das Insolvenzgericht Cuxhaven das Insolvenzverfahren über das Vermögen der Peter Deilmann Reederei GmbH & CO. KG und über die Deilmann-Flussschifffahrtsgesellschaften. Der bisher vorläufig bestellte Rechtsanwalt Edgar Grönda wurde als Insolvenzverwalter bestätigt. Im Sommer 2009 sprach das Unternehmen 75 Beschäftigten in Neustadt die Kündigung aus, 45 konnten im Unternehmen bleiben.
Anfang Oktober 2009 ließ die Staatsanwaltschaft Lübeck die Deilmann-Geschäftsräume in Neustadt sowie mehrere Flusskreuzfahrtschiffe durchsuchen und Unterlagen sicherstellen. Sie begründete dieses mit dem Verdacht der Steuerhinterziehung sowie der Vorenthaltung von Arbeitsentgelt. Nach Angaben der Staatsanwaltschaft seien auf Flusskreuzfahrtschiffen Beschäftigte einer tschechischen Leiharbeitsfirma eingesetzt worden, die keine entsprechende Erlaubnis der Bundesagentur für Arbeit gehabt habe.
Im November 2009 wurde der Verkauf von sieben der neun Flusskreuzfahrtschiffe an eine Schweizer Firmengruppe bekannt, der Kaufpreis wurde nicht bekannt. Im Geschäftsjahr 2009 wurde ein Umsatz von 50 Millionen Euro erzielt.
Die Peter Deilmann Reederei GmbH & Co. KG wurde vom Insolvenzverwalter fortgeführt.
Am 1. Januar 2010 nahm die Reederei Peter Deilmann GmbH ihre Tätigkeit auf, die als Vermögensverwaltungsgesellschaft gegründet wurde und ihren Gründungssitz in Ganderkesee bei der Gründungsfirma Copia Vermögensverwaltung GmbH hatte. Später wurde der Geschäftssitz nach Neustadt verlegt. Geschäftsführende Gesellschafterinnen waren Gisa und Hedda Deilmann. Das Unternehmen beschäftigte 45 Mitarbeiter am Unternehmenssitz in Neustadt in Holstein.
Der Brand auf der Deutschland am 23. Mai 2010 brachte die Reederei erneut in Bedrängnis. Neben den Reparaturkosten von geschätzt zwei Millionen Euro kommen mehrere Millionen Euro durch abgesagte Kreuzfahrten dazu. Nach dem Brand verlor die Deutschland nach einem Gerichtsbeschluss ihren Status als „Fünf Sterne Superior“-Schiff, eine Klassifizierung des Deutschen Hotel- und Gaststättenverband (DEHOGA). Nach Presseaussendung der Reederei handelte es sich dabei um eine Klage des Mitbewerbers Hapag-Lloyd Kreuzfahrten mit der ebenfalls sehr bekannten Europa, wobei die Klage jedoch vom Landgericht Berlin abgewiesen worden wäre (→ Abschnitt „Ab September 2010“).
Ebenfalls im Jahr 2010 wurde der Neubau eines Schwesterschiffes der Deutschland gestrichen. Nach der Übernahme durch die Aurelius AG (siehe nachstehend) wurde der Neubau jedoch wieder in Aussicht genommen.

### Mehrheitsübernahme durch Aurelius
Am 30. August 2010 wurde die Übernahme der Mehrheit an der Reederei durch die börsennotierte Beteiligungsgesellschaft Aurelius AG bekannt. Die in München ansässige Industrieholding übernahm mit einem zweistelligen Millionenbetrag die Mehrheit an Deilmann und ist damit über die Tochtergesellschaft Schiffahrtsgesellschaft MS „Deutschland“ GmbH & Co. KG auch mehrheitlich Eigentümerin am „ZDF-Traumschiff ‚MS Deutschland‘“. Die Unternehmensübertragung wurde mit der schwierigen gesamtwirtschaftlichen Situation der Reederei und mit dem Brandschaden auf der Deutschland begründet. Der Übernahme mussten die Kartellbehörden und die Banken zustimmen. Die 95-%-Anteilsübernahme wurde im September 2010 bestätigt, die Zwillingsschwestern Gisa und Hedda Deilmann hielten damit noch fünf Prozent an dem ehemaligen Familienunternehmen. Als Interimsgeschäftsführer wurde Andreas Demel eingesetzt. Gisa und Hedda Deilmann übernahmen Aufgaben in der Öffentlichkeitsarbeit und fungierten für die Deutschland als deren „Botschafterinnen“. Gleichzeitig wurde eine Modernisierung der Deutschland angekündigt. Die beiden Deilmanns begründeten ihre unternehmerische Entscheidung damit, keine Familie habe heute „mehr die Finanzmittel, um die Zeiten internationaler Zusammenschlüsse zu bestehen“.
Anfang Januar 2014 verkaufte die Aurelius AG ihre Beteiligung an die ebenfalls in München ansässige die Callista Private Equity. Sie behielt jedoch einen Minderheitsanteil an der Reederei.

### Ab September 2010
Anfang September 2010 gab die Reederei in einer Presseaussendung bekannt, dass die vom Deutschen Hotel- und Gaststättenverband (DEHOGA) für die Deutschland als einziges Schiff vergebene Höchstklassifizierung „5 Sterne Superior“ weiterhin geführt werden dürfe. Die von der  Mitbewerberin Hapag Lloyd mit deren Europa angestrengte Klage gegen den DEHOGA, die Klassifizierung der Deutschland zurückzunehmen, sei vom Landgericht Berlin abgewiesen worden. Ob Hapag Lloyd die Abweisung akzeptiert hat oder ein Rechtsmittel einlegen werde, geht aus der Deilmann-Aussendung nicht hervor. In einem weiteren Punkt haben die Richter des Landgerichts jedoch gegen den DEHOGA entschieden: Ihrer Ansicht nach dürften die Kriterien zur Beurteilung von Landhotels zukünftig nicht 1:1 auf Schiffe übertragen werden. Dies sei irreführend, da manche Kriterien dafür nicht passten, wie z. B. das Kriterium Parkplätze. DEHOGA hätte angekündigt dagegen in Berufung zu gehen.
Anders als andere verzichtete die Reederei seit Gründung darauf, ihre Schiffe unter „Flags of Convenience“ (Billigflaggen) fahren zu lassen, etwa unter der Flagge Panamas, Liberias, Honduras’ oder der Bahamas. Die Deutschland war das letzte Hochseekreuzfahrtschiff, das unter deutscher Flagge fuhr, womit u. a. auch für das Personal das gegenüber Billigflaggen strengere deutsche Recht zur Anwendung kam. Sowohl dies als auch der gehobene Dienstleistungsstandard brachten demzufolge höhere Personalkosten mit sich. Im Juni 2012 wurde jedoch bekannt, dass die Deutschland zukünftig unter der Flagge Maltas fahren sollte. Nachdem das Thema tagelang öffentlich debattiert wurde, teilte das Unternehmen mit, das Schiff nicht auszuflaggen. Das Unternehmen trage damit der „emotionalen Stimmung“ Rechnung und habe „angesichts des großen Interesses“ entschieden, das Schiff weiterhin unter deutscher Flagge fahren zu lassen.
Im März 2015 wurde die Deutschland im Zuge eines Insolvenzverfahrens an ein US-Unternehmen verkauft, am 19. Mai 2015 übergeben und auf die Billigflagge der Bahamas ausgeflaggt.

## Schiffe der Reederei

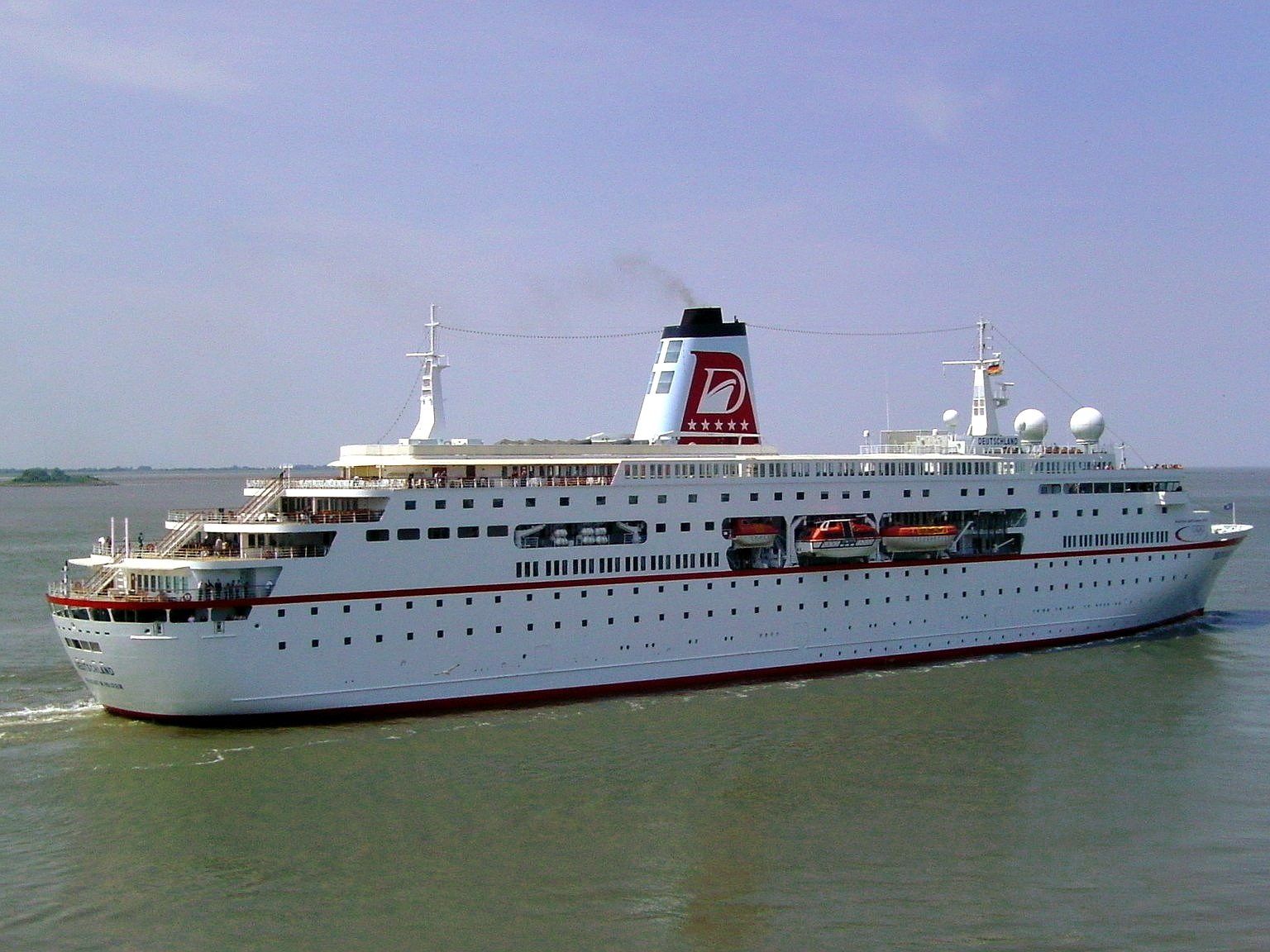
Deutschland (2011)

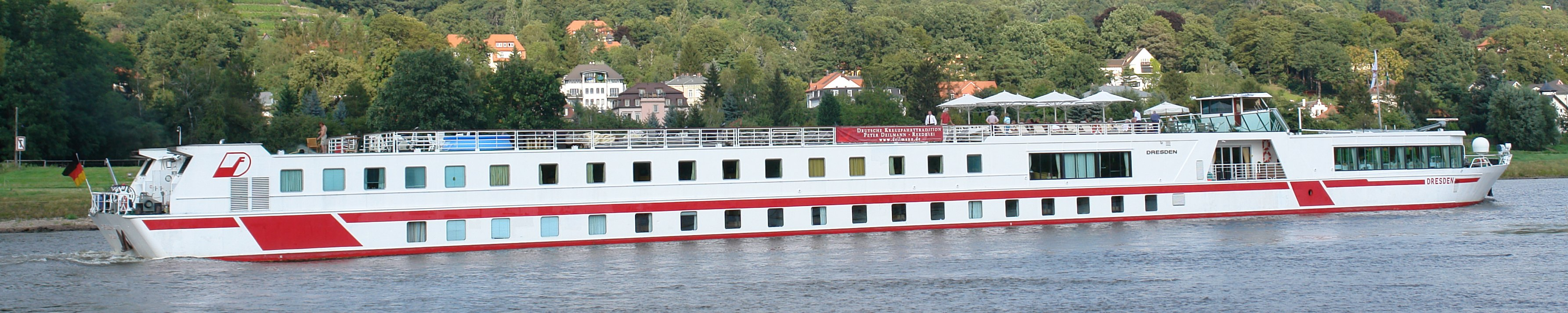
Dresden (2007)

Angelkutter
Grömitz
Neustädter Grandi
Neustädter Scholle
Frachtmotorschiffe
Norden
Nordstern I
Nordholm I
Helga I
Nordsaga
Nordwik
Nordhafen
Nordfels
Nordhuk
Nordsund
Nordholm II
Hochseekreuzfahrten
Nordbrise
Deutschland (2015 verkauft)
Berlin (2005 verkauft)
Lili Marleen (2004 verkauft)
Regina Maris (1983 verkauft)
Fähr- und Ausflugsschiffe
Nordlicht (1976 verkauft)
Nordwille (1977 verkauft)
Nordschau (1984 verkauft)
Nordpaloma (1980 verkauft)
Flusskreuzfahrten
Dresden (2009 verkauft)
Donauprinzessin (2006 verkauft)
Königstein (2008 verkauft)
Princesse de Provence (2008 verkauft)
Casanova (2009 verkauft)
Cézanne (2009 verkauft)
Frédéric Chopin (2009 verkauft)
Heidelberg (2009 verkauft)
Katharina von Bora (2009 verkauft)
Mozart (2009 verkauft)
Prinzessin von Preussen (2008 verkauft)